# Berberfalk
Berberfalk (Falco pelegrinoides) är en medelstor falk, nära besläktad med pilgrimsfalk och allt oftare kategoriserad som en underart till denna.

## Utseende
Berberfalken är mycket lik pilgrimsfalken, men är i genomsnitt mindre. Honan mäter 36–39 centimeter och har ett vingspann på 89–98 centimeter, medan den mindre hanen mäter 33-37 med ett vingspann på 76-86. Berberfalken är också ljusare än pilgrimsfalken. Den har ofta gulbrun anstrykning på undersidan och rostfärgad nacke, men detta är svårt att se. Ungfåglar har brun ovansida och strimmig undersida, ljusare än hos unga pilgrimsfalkar.

## Utbredning och systematik
Berberfalken har traditionellt delats in i två underarter med följande utbredning:
- Falco pelegrinoides babylonicus – östra Iran till Mongoliet och Pakistan
- Falco pelegrinoides pelegrinoides – Kanarieöarna samt norra Afrika till Arabiska halvön och sydvästra Iran

Huruvida berberfalken utgör en egen art eller inte är mycket omtvistat. Trenden är att den allt mer betraktas som en underart till pilgrimsfalken. Motiveringen är att berberfalken inte är tillräckligt distinkt vare sig morfologiskt, genetiskt eller geografiskt. DNA-studier visar på ett mycket litet genetiskt avstånd gentemot övriga underarter till pilgrimsfalken, men också att detta avstånd är lika stort babylonicus och peregrinoides emellan. Det verkar också oklart huruvida pilgrimsfalk av underarten brookei och berberfalken verkligen häckar sympatriskt i Marocko, som tidigare tagits som ett argument för att de skulle utgöra två olika arter.

## Ekologi
Berberfalken häckar i klippig halvöken och österut även i bergstrakter, men främst på lägre nivåer. Den uppträder som pilgrimsfalken, lever av liknande föda och placerar sitt bo på en klippavsats.

## Status och hot
Internationella naturvårdsunionen IUCN behandlar inte längre berberfalken som egen art, varför dess hotstatus inte bedöms.